# Литовско-филиппинские отношения
Литовско-филиппинские отношения — двусторонние дипломатические отношения между Литвой и Филиппинами. Отношения были установлены 15 декабря 1991 года.

## История отношений
Филиппины признали независимость Литвы от СССР 16 сентября 1991 года, а официальные дипломатические отношения между странами были установлены 15 декабря того же года.
3 октября 2023 года посол Литвы в Японии и по совместительству на Филиппинах Ричардас Шлепавичюс вручил верительные грамоты президенту Филиппин Бонгбонгу Маркосу.
23—25 апреля 2024 года министр иностранных дел Литвы Габриэлюс Ландсбергис совершил визит на Филиппины с целью развития торговли и укрепления двусторонних отношений.
31 мая 2024 года президент Филиппин Бонгбонг Маркос провёл встречу в Сингапуре с премьер-министром Литвы Ингридой Шимоните.

## Дипломатические миссии
- У Литвы есть аккредитированное посольство в Токио[10], Япония, и консульство в Макати[11]
- У Филиппин есть аккредитированное посольство в Варшаве[12], Польша, и генеральное консульство в Вильнюсе[13]